# Пришлин
Пришлин је насељено место у саставу општине Хум на Сутли у Крапинско-загорској жупанији, Хрватска. До територијалне реорганизације у Хрватској налазио се у саставу старе општине Преграда.

## Становништво
На попису становништва 2011. године, Пришлин је имао 430 становника.

## Попис1991.
На попису становништва 1991. године, насељено место Пришлин је имало 415 становника, следећег националног састава:
| Попис 1991.‍ | Попис 1991.‍ | Попис 1991.‍ | Попис 1991.‍ | Попис 1991.‍ |
| ----------- | ----------- | ----------- | ----------- | ----------- |
|             |             |             |             |             |
| Хрвати      | Хрвати      |             | 388         | 93,49%      |
| Словенци    | Словенци    |             | 27          | 6,50%       |
| укупно: 415 |             |             |             |             |